# 陳阜嘉
陳阜嘉（?—?），湖南省衡州府衡陽縣人，清朝政治人物、進士出身。
光緒九年（1883年），参加癸未科殿試，登進士二甲56名。同年五月，著以主事分部学习。